# 125076 Michelmayor
125076 Michelmayor este o planetă minoră (asteroid) din centura de asteroizi. A fost descoperită pe 19 octombrie 2001 la Vicques⁠(d) de Michel Ory⁠(d). 
Obiectul prezintă o orbită caracterizată de o semiaxă mare de 2,3362832166411 UAi, o excentricitate de 0,15, o înclinație de 8,1 ° în raport cu ecliptica.